# Àngel ploraner
Els Àngels ploraners són una raça fictícia depredadora que apareix a la sèrie de ciència-ficció de Doctor Who. Tenen un aspecte semblant a estàtues de pedra.
La seva primera aparició va ser a l'episodi "Parpelleig" de la sèrie 3, emès per primer cop el 2007. A partir d'aquí han aparegut de nou a la història dividida en dues parts "El temps dels àngels" i "Carn i pedra" (2010), i a "The Angels Take Manhattan" (2012). També han fet petits cameos a "Complex de Déu" (2011), "The Time of the Doctor" (2013) i "Hell Bent" (2015). Fins i tot, han aparegut a la sèrie derivada Class a l'episodi final de la primera temporada (2016). Des de la seva primera aparició, són considerats uns dels monstres de Doctor Who més populars i esfereïdors. Segons el guionista i creador Steven Moffat la bona acollida d'aquest monstre podria donar-se per la relació amb jocs infantils com el pica paret i per la idea que qualsevol estàtua podria ser un Àngel ploraner disfressat.

## Descripció
Segons el Doctor, els Àngels ploraners "són tan vells com l'univers (o pràcticament), però ningú sap ben bé d'on provenen". També els descriu com "les formes de vida més mortíferes i poderoses que l'evolució ha produït". També se'ls coneix com els "assassins solitaris".

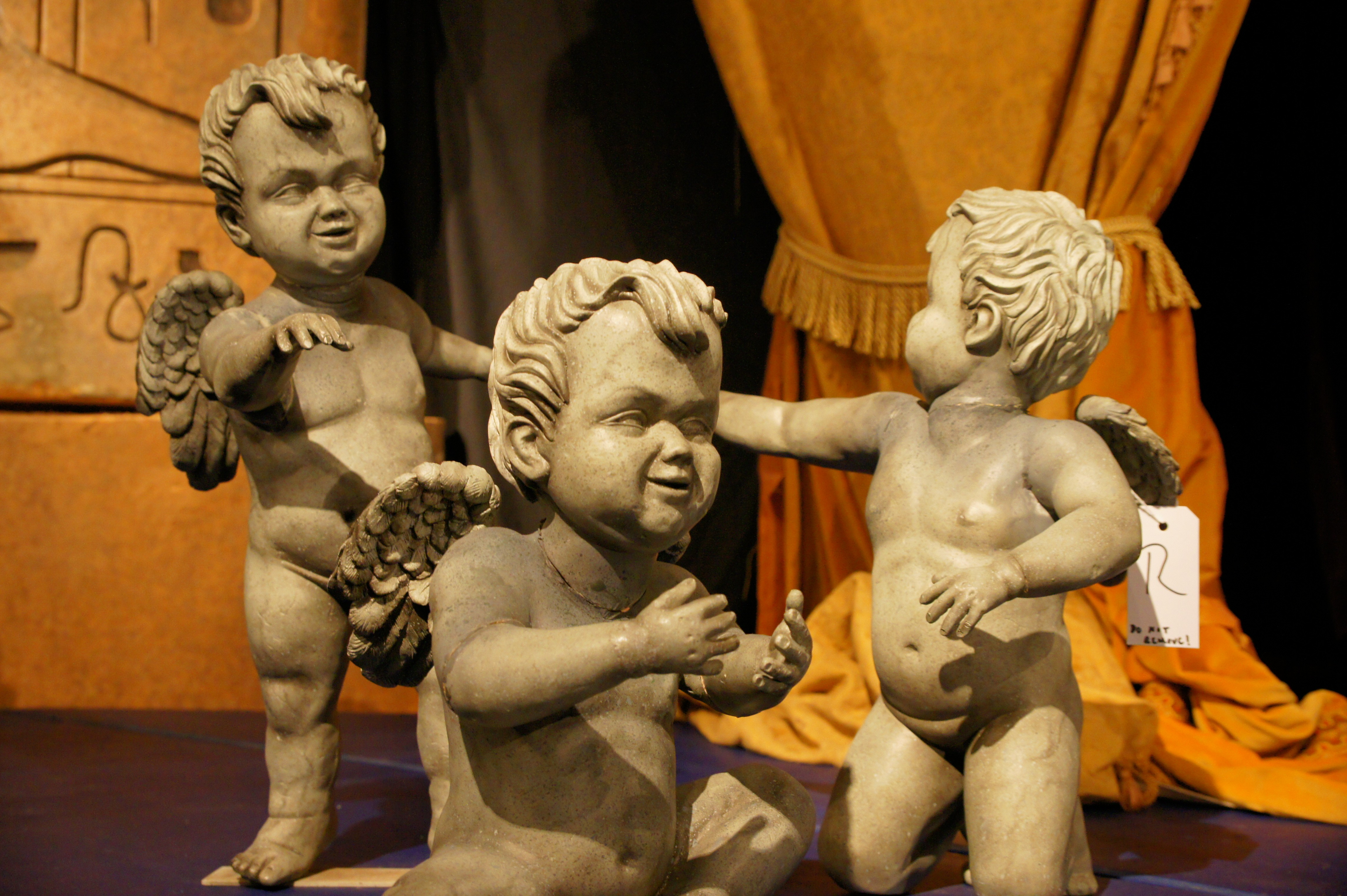
Els àngels querubins, present a l'exposició Doctor Who Experience

En la seva forma habitual, els Àngels ploraners s'assemblen a estàtues de pedra silencioses de mida humana en forma d'àngels alats i una túnica prisada amb un cinyell. A banda de les ales, la seva forma estàndard sembla imitar els humans de la Terra, fins i tot quan estan infiltrats en altres mons. Tenen unes faccions suaus i serenes. Tanmateix, quan s'abalancen damunt les seves víctimes es transformen i prenen un aspecte més demoníac, amb dents vampíriques, boca oberta i dits en urpa. A l'episodi "The Angels Take Manhattan" apareix un àngel en forma de querubí. A diferència dels Àngels ploraners, els querubins no estan en silenci, produeixen un riure infantil i emeten passos audibles. Explícitament no es diu que siguin àngels joves, encara que se'ls coneix com "les criatures" (en anglès, "the babies").
Els Àngels ploraners són poc habituals en tant que depredadors, car no maten ni parasiten directament les seves preses. El seu mode habitual d'alimentació és fer ús de paradoxes del temps. Amb un sol toc, un Àngel ploraner pot enviar una persona al passat fins a un moment abans del seu propi naixement. Llavors, s'alimenten de l'energia potencial dels anys que la víctima hauria viscut en el present. El Doctor els descriu com "els únics psicòpates de l'univers que assassinen amablement", perquè les seves víctimes no són ferides i poden viure vides longeves i completes en el passat.
Els àngels posseeixen el tancament quàntic que els permet moure's molt de pressa i en silenci quan ningú els observa. La seva velocitat excepcional els permet recórrer metres literalment amb un simple parpelleig. No obstant això, quan se'ls observa es converteixen en “tancats quàntics” i ocupen llavors una única posició a l'espai. En aquest estat, esdevenen figures petrificades i són difícils de destruir. No poden evitar aquesta reacció. Si dos Àngels ploraners es miressin alhora, quedarien atrapats en forma de pedra fins que una força exterior es mogués fora de la línia de visió de l'altra. Per evitar aquest tancament, solen tapar-se els ulls mentre es mouen, de forma que sembla que estiguin plorant, i d'aquí el seu nom.

## Recepció
En una enquesta de la BBC, a partir de l'opinió de 2.000 lectors de la revista Doctor Who Adventures, els Àngels ploraners van ser considerats de llarg els monstres més temibles de 2007 amb el 55% dels vots; molt per davant de l'Amo (15%) i els Dàleks (4%). Els Dàleks generalment lideraven aquest tipus d'enquestes. Moray Laing, editor de Doctor Who Aventures, va elogiar el concepte d'escapar d'un monstre per no parpellejar, cosa senzilla i difícil de fer. En un sondeig el 2012 dut a terme per Radio Times a deu mil persones, els Àngels ploraners eren de nou considerats el millor monstre de Doctor Who amb el 49.4% dels vots. Els Dàleks ocupaven la segona posició amb el 17%.
Els Àngels ploraners van entrar a la tercera posició de la "Top Ten New Classic Monsters" de Neil Gaiman a Entertainment Weekly. També van ser valorats com el tercer més dolent de Doctor Who segons The Telegraph, per darrere de Nestene Consciousness i els Dàleks. Els Àngels van ser llistats com el tercers personatges televisius més esgarrifosos per TV Squard. El 2009, SFX va nomenar el clímax de "Parpelleig" amb els Àngels ploraners avançant cap a la Sally i en Larry com el moment més terrorífic de la història Doctor Who.
"Parpelleig" va ser guardonat amb el Premi Hugo 2008 a la millor representació dramàtica (format curt).